# Фояно-делла-К'яна
Фояно-делла-К'яна (італ. Foiano della Chiana) — муніципалітет в Італії, у регіоні Тоскана,  провінція Ареццо.
Фояно-делла-К'яна розташоване на відстані близько 165 км на північ від Рима, 75 км на південний схід від Флоренції, 25 км на південь від Ареццо.
Населення — 9644 особи (2014).
Щорічний фестиваль відбувається 11 листопада. Покровитель — святий Мартин.

## Демографія
Населення за роками:

Станом на 1 січня 2023 року в муніципалітеті офіційно проживало 1178 іноземців з 62 країн, серед них 608 громадян країн Євросоюзу та 10 громадян України.

## Сусідні муніципалітети
- Кастільйон-Фьорентіно
- Кортона
- Лучиньяно
- Марчіано-делла-К'яна
- Сіналунга